# Campsicnemus
Campsicnemus är ett släkte av tvåvingar. Campsicnemus ingår i familjen styltflugor.

## Dottertaxa tillCampsicnemus, i alfabetisk ordning[1][2]
- Campsicnemus acuticornis
- Campsicnemus aeptus
- Campsicnemus alaskensis
- Campsicnemus albicomus
- Campsicnemus albitarsus
- Campsicnemus alexanderi
- Campsicnemus alpinus
- Campsicnemus amana
- Campsicnemus ambytylus
- Campsicnemus americanus
- Campsicnemus amini
- Campsicnemus arcuatus
- Campsicnemus argyropterus
- Campsicnemus armatus
- Campsicnemus armoricanus
- Campsicnemus articulatellus
- Campsicnemus asterisk
- Campsicnemus atlanticus
- Campsicnemus aurilobus
- Campsicnemus barbitibia
- Campsicnemus bellulus
- Campsicnemus bicirritus
- Campsicnemus bicoloripes
- Campsicnemus bicrenatus
- Campsicnemus biseta
- Campsicnemus borabora
- Campsicnemus breviciliatus
- Campsicnemus brevipes
- Campsicnemus brevitibia
- Campsicnemus brunnescens
- Campsicnemus bryanti
- Campsicnemus bryophilus
- Campsicnemus caffer
- Campsicnemus calcaratus
- Campsicnemus calcaritarsus
- Campsicnemus camptoplax
- Campsicnemus capitulatus
- Campsicnemus carinatus
- Campsicnemus charliechaplini
- Campsicnemus chauliopodus
- Campsicnemus ciliatus
- Campsicnemus cinctipus
- Campsicnemus claudicans
- Campsicnemus clinotibia
- Campsicnemus coloradensis
- Campsicnemus comatus
- Campsicnemus compeditus
- Campsicnemus compressus
- Campsicnemus congregatus
- Campsicnemus coniculus
- Campsicnemus contortus
- Campsicnemus cracens
- Campsicnemus crassipes
- Campsicnemus crinitarsis
- Campsicnemus crinitibia
- Campsicnemus crispatus
- Campsicnemus crossotibia
- Campsicnemus crossotus
- Campsicnemus curvipes
- Campsicnemus curvispina
- Campsicnemus darvazicus
- Campsicnemus dasycnemus
- Campsicnemus deficiens
- Campsicnemus degener
- Campsicnemus depauperatus
- Campsicnemus deserti
- Campsicnemus diamphidius
- Campsicnemus dicondylus
- Campsicnemus diffusus
- Campsicnemus digitatus
- Campsicnemus disjunctus
- Campsicnemus distinctus
- Campsicnemus distortipes
- Campsicnemus divergens
- Campsicnemus drymoscartes
- Campsicnemus ephydrus
- Campsicnemus exiguus
- Campsicnemus eximius
- Campsicnemus expansus
- Campsicnemus femoratus
- Campsicnemus ferrugineus
- Campsicnemus filipes
- Campsicnemus fimbriatus
- Campsicnemus finitimus
- Campsicnemus flavipes
- Campsicnemus flaviventer
- Campsicnemus flexuosus
- Campsicnemus fragilis
- Campsicnemus fulvifacies
- Campsicnemus fumipennis
- Campsicnemus furax
- Campsicnemus fusticulus
- Campsicnemus glaucus
- Campsicnemus gloriamontis
- Campsicnemus gloriosus
- Campsicnemus goniochaeta
- Campsicnemus grimshawi
- Campsicnemus haleakalaae
- Campsicnemus halidayi
- Campsicnemus halonae
- Campsicnemus hardyi
- Campsicnemus hawaiiensis
- Campsicnemus helvolus
- Campsicnemus hirtipes
- Campsicnemus hispanicus
- Campsicnemus hispidipes
- Campsicnemus hoplitipodus
- Campsicnemus hygrophilus
- Campsicnemus impariseta
- Campsicnemus inaequalis
- Campsicnemus indecorus
- Campsicnemus inermipes
- Campsicnemus inornatus
- Campsicnemus insuetus
- Campsicnemus intermittens
- Campsicnemus invaginatus
- Campsicnemus keokeo
- Campsicnemus kokokekuku
- Campsicnemus kuku
- Campsicnemus labilis
- Campsicnemus lantsovi
- Campsicnemus latipenna
- Campsicnemus lawakua
- Campsicnemus lepidochaites
- Campsicnemus limnobates
- Campsicnemus lineatus
- Campsicnemus lipothrix
- Campsicnemus lobatus
- Campsicnemus longiciliatus
- Campsicnemus longiquus
- Campsicnemus longitarsus
- Campsicnemus longitibia
- Campsicnemus loripes
- Campsicnemus loxothrix
- Campsicnemus lucidus
- Campsicnemus lumbatus
- Campsicnemus macula
- Campsicnemus maculatus
- Campsicnemus magius
- Campsicnemus makua
- Campsicnemus mamillatus
- Campsicnemus mammiculatus
- Campsicnemus manaka
- Campsicnemus marginatus
- Campsicnemus maui
- Campsicnemus maukele
- Campsicnemus mediofloccus
- Campsicnemus melanus
- Campsicnemus membranilobus
- Campsicnemus milleri
- Campsicnemus mirabilis
- Campsicnemus miritibialis
- Campsicnemus miser
- Campsicnemus modicus
- Campsicnemus montanus
- Campsicnemus montgomeryi
- Campsicnemus mucronatus
- Campsicnemus mundulus
- Campsicnemus mylloseta
- Campsicnemus nambai
- Campsicnemus neoplatystylatus
- Campsicnemus nigricollis
- Campsicnemus nigripes
- Campsicnemus nigroanalis
- Campsicnemus norops
- Campsicnemus obscuratus
- Campsicnemus obscurus
- Campsicnemus oedipus
- Campsicnemus ogradyi
- Campsicnemus olympicola
- Campsicnemus oregonensis
- Campsicnemus ornatus
- Campsicnemus ostlinx
- Campsicnemus pallidus
- Campsicnemus paniculatus
- Campsicnemus panini
- Campsicnemus paradoxus
- Campsicnemus paralobatus
- Campsicnemus parvulus
- Campsicnemus patellifer
- Campsicnemus pe
- Campsicnemus penicillatoides
- Campsicnemus penicillatus
- Campsicnemus perplexus
- Campsicnemus petalicnemus
- Campsicnemus pherocteis
- Campsicnemus philoctetes
- Campsicnemus philohydratus
- Campsicnemus picticornis
- Campsicnemus pilitarsis
- Campsicnemus planitibia
- Campsicnemus platystylatus
- Campsicnemus plautinus
- Campsicnemus polhemusi
- Campsicnemus profusus
- Campsicnemus puali
- Campsicnemus pumilio
- Campsicnemus pusillus
- Campsicnemus putillus
- Campsicnemus pycnochaeta
- Campsicnemus rectus
- Campsicnemus restrictus
- Campsicnemus rheocrenus
- Campsicnemus rhyphopus
- Campsicnemus ridiculus
- Campsicnemus rufinus
- Campsicnemus scambus
- Campsicnemus sciarus
- Campsicnemus scolimerus
- Campsicnemus scurra
- Campsicnemus setiger
- Campsicnemus silvaticus
- Campsicnemus simplicipes
- Campsicnemus simplicissimus
- Campsicnemus sinuatus
- Campsicnemus sinuosus
- Campsicnemus spinicoxa
- Campsicnemus spuh
- Campsicnemus tahaanus
- Campsicnemus tarsiciliatus
- Campsicnemus terracola
- Campsicnemus thersites
- Campsicnemus tibialis
- Campsicnemus truncatus
- Campsicnemus tunoa
- Campsicnemus uha
- Campsicnemus ui
- Campsicnemus umbripennis
- Campsicnemus uncatus
- Campsicnemus uncleremus
- Campsicnemus undulatus
- Campsicnemus unipunctatus
- Campsicnemus uniseta
- Campsicnemus unu
- Campsicnemus utahensis
- Campsicnemus vafellus
- Campsicnemus waialealeensis
- Campsicnemus vanduzeei
- Campsicnemus varipes
- Campsicnemus versicolorus
- Campsicnemus wheeleri
- Campsicnemus wilderae
- Campsicnemus williamsi
- Campsicnemus viridulus
- Campsicnemus vtorovi
- Campsicnemus yangi
- Campsicnemus yunnanensis
- Campsicnemus zigzag
- Campsicnemus zimmermani